# Glâne
Glâne är ett distrikt i kantonen Fribourg i Schweiz.

## Geografi

### Indelning
Glâne är indelat i 18 kommuner:
| - Auboranges - Billens-Hennens - Chapelle - Châtonnaye - Ecublens - Grangettes - Le Châtelard - Massonnens - Mézières | - Montet - Romont - Rue - Siviriez - Torny - Ursy - Villaz - Vuisternens-devant-Romont - Villorsonnens |